# Marquês de Porto Seguro
O título nobiliárquico português de Marquês de Porto Seguro foi criado em 8-4-1627 por Filipe III (IV de Espanha), rei de Portugal e Espanha, a favor de D. Afonso de Lencastre, 1º duque de Abrantes e 1º marquês do Sardoal (títulos espanhois).

## Marqueses de Porto Seguro
1. Afonso de Lencastre (1597-?), 1º duque de Abrantes e 1º marquês do Sardoal (títulos espanhois)
2. Agustin de Lancaster Padilla y Bobadilla (1639-?), 2º duque de Abrantes (título espanhol)
3. Alfonso de Lancaster (?-?)
4. Luis María de Carvajal y Melgarejo (1871-1937), 3º duque de Aveyro, 11º marquês de Goubea, 15º conde de Bailén, 12º conde de Portoalegre e 1º conde de Cabrillas (títulos espanhois)